# جیسن هیل
جیـسِـن هیل (انگلیسی: Jason Hill) آهنگساز، تهیه‌کننده موسیقی، ترانه‌سرا، خواننده و موسیقی‌دان اهل ایالات متحده آمریکا است.
از فیلم‌ها یا مجموعه‌های تلویزیونی که وی در آن‌ها نقش داشته‌است می‌توان به دختر گمشده و شکارچی ذهن اشاره نمود.